# Clethra tomentella
Clethra tomentella är en tvåhjärtbladig växtart som beskrevs av Robert Allen Rolfe och Stephen Troyte Dunn. Clethra tomentella ingår i släktet Clethra och familjen Clethraceae. Inga underarter finns listade i Catalogue of Life.